# Gerje
Gerje är en kanal i Ungern. Den ligger i den centrala delen av landet, 50 km sydost om huvudstaden Budapest.